# کم تانگ
کَم تانگ (انگلیسی: Kam Tong؛ ۱۸ دسامبر ۱۹۰۶ – ۸ نوامبر ۱۹۶۹) بازیگر اهل ایالات متحده آمریکا بود.
از فیلم‌ها یا برنامه‌های تلویزیونی که وی در آن نقش داشته است می‌توان به دارای اسلحه - آماده سفر، عشق چیز باشکوهی است اشاره کرد. وی رستورانی در سان فرانسیسکو داشت.